# Ogilbia pearsei
Ogilbia pearsei é um peixe vivíparo, desprovido de olhos ou pigmentação, e o único elemento da família Bythitidae que habita lençóis de água doce.

## Descrição
Vive num sistemas de grutas cavadas em rochas calcárias na península do Yucatão, onde atinge cerca de 9 cm. Neste momento, a espécie está classificada como vulnerável na Lista Vermelha de Espécies Ameaçadas do IUCN, sobretudo devido à poluição dos lençois subterrâneos que suportam o seu habitat por coliformes fecais.

## Taxonomia
Colectada por Pearse em 22 Junho de 1936, e originalmente baptisada de Typhlias pearsei, esta espécie não teve uma vida taxonómica particularmente agitada:
- Typhlias pearsei
- Ogilbia pearsei
- Typhliasina pearsei
- Actualmente: Ogilbia pearsei

## Distribuição e Diversidade
Nos cenotes e grutas calcárias da peninsula do Yucatão, estes peixes são um predador de topo. Não parecendo particularmente abundante, partilha este ecossistema com os Astyanax fasciatus, Rhamdia Guatemalensis e Ophisternon infernale. Na base da cadeia alimentar estão pequenos crustáceos (Creaseria morleyi, Typhlatya mitchelli, Typhlatya pearsei e Creaseriella anops) e, como flora nos cenotes, Chara spp. (uma macro-alga morfologicamente semelhante às Ceratophillum spp.),  para além de pontuais Echinodorus spp..

## Descrição física
De cor branca translúcida, despigmentado, tornando-se rosado ao longo da margem posterior devido ao sistema vascular, tem a forma típica da família Bythitidae, com uma cabeça grande e boca larga. A sua característica mais peculiar é ausência total de olhos. Parcialmente coberto com escamas, possui barbatanas dorsal e anal longas, mas interrompidas em relação à caudal. O macho apresenta gavinhas.

## Ecologia e Comportamento
Vive a uma temperatura entre os 22 e os 27°C, e a sua fonte de alimento são os pequenos crustáceos com que partilha o ecossistema.
É vivíparo, e reproduz-se entre Dezembro e Fevereiro.
Os alevins (22-34mm) são completamente independentes desde o nascimento, e nascem em ninhadas de 2 a 11 alevins, dependendo do tamanho da fêmea. As águas têm um pH do lado alcalino (pH 7,8), e elevada dureza (dH 30º).

## Nomes comuns
- Dama Ciega Blanca (em castelhano)
- Mexican Blind Brotula (em inglês)